# Rašeliniště Radlice
Rašeliniště Radlice je přírodní památka severozápadně od Radlice u Volfířova v okrese Jindřichův Hradec v Jihočeském kraji. Skládá se ze soustavy tří rybníků, přechodového rašeliniště a navazujících lesních porostů. Rašeliniště a rybníky jsou stanovišti pro vzácné rostliny (např. rosnatka okrouhlolistá) a živočichy, z nichž významné jsou různé druhy vážek, čolků a skokanů.

## Historie
V chráněném území se nachází tři drobné rybníky, které před rokem 2010 v důsledku netěsnosti hrází v létě částečně vysychaly, zarůstaly a docházelo k jejich zazemňování. V roce 2010 byly dva níže položené rybníky opraveny a rekonstrukce horního proběhla v roce 2014. Přesto u spodního rybníka k částečnému vysychání nadále docházelo i okolo roku 2020. Okolní smrkový hospodářský les odumřel při kůrovcové kalamitě v roce 2019. Po odtěžení dřeva vznikla holina, která začala zarůstat ruderálními rostlinami. Část odumřelých stromů spadla do rašelinných ploch, kde stíní brání údržbě dotčené plochy.
Chráněné území vyhlásil Krajský úřad Jihočeského kraje v kategorii přírodní památka s účinností od 16. srpna 2011. Údržba rašelinných luk probíhala už od roku 2000 a v roce 2005 byla vyhlášena evropsky významná lokalita Rašeliniště Radlice, se kterou se přírodní památka překrývá.

## Přírodní poměry
Přírodní památka s rozlohou 3,88 hektarů leží v nadmořské výšce 618–621 metrů v katastrálním území Radlice u Volfířova asi jeden kilometr severozápadně od vsi Radlice. Tvoří ji soustava tří rybníků s jejich litorálními porosty, rašeliništěm a navazující rašelinnou loukou.

### Abiotické poměry
Geologické podloží tvoří žuly moldanubického masívu, překryté jíly, jílovitými písky a diatomity, na kterých se vyvinuly kambizemě a glej modální. V geomorfologickém členění Česka přírodní památka leží v Javořické vrchovině, konkrétně v podcelku Jihlavské vrchy a okrsku Rudolecký hřbet. Trojici rybníků napájí drobný potok, který je levostranným přítokem Bolíkovského potoka, a patří k povodí Dyje.
V rámci Quittovy klasifikace podnebí se přírodní památka nachází v mírně teplé oblasti MT3, pro kterou jsou typické průměrné teploty −3 až −4 °C v lednu a 16–17 °C v červenci. Roční úhrn srážek dosahuje 600–750 milimetrů, počet letních dnů je dvacet až třicet, počet mrazových dnů se pohybuje od 130 do 160 a sněhová pokrývka zde leží šdesát až sto dnů v roce.

### Flóra
Na okrajích chráněného území rostou fragmenty rašelinných lesů a na severozápadě se nachází potoční olšina. Mezi horním a prostředním rybníkem leží přechodové rašeliniště, na kterém v roce 2021 rostla rosnatka okrouhlolistá (Drosera rotundifolia), suchopýr úzkolistý (Eriophorum angustifolium), vrbovka bahenní (Epilobium palustre), mochna bahenní (Potentilla palustris), přeslička poříční (Equisetum fluviatile), ostřice šedavá (Carex canescens), ploník tuhý (Polytrichum strictum) a zástupci rodu rašeliník (Sphagnum sp). Rybníky mají charakter oligotrofních až dystrofních nádrží s bohatou makrofytní vegetací. Nejčastějšími druhy rostlin v nich jsou bublinatka jižní (Utricularia australis), rdest vzplývavý (Potamogeton natans) a vzácně i leknín bělostný (Nymphaea candida). V mělkých částech rybníků rostou lemová společenstva s ostřicí zobánkatou (Carex rostrata).

### Fauna
Trojice rybníků tvoří významné stanoviště pro řadu druhů hmyzu a obojživelníků. Předmětem ochrany jsou vážka jasnoskvrnná (Leucorrhinia pectoralis), vážka čárkovaná (Leucorrhinia dubia) a vážka tmavoskvrnná (Leucorrhinia rubicunda), ale žije zde také šídlatka tmavá (Lestes dryas), šidélko kopovité (Coenagrion hastulatum), vážka žlutoskvrnná (Orthetrum coerulescens), a bývala zde pozorována kriticky ohrožená vážka běloústá (Leucorrhinia albifrons). Z brouků byl zaznamenán výskyt potápníka Graphoderus zonatus, bařiníka Hydaticus aruspex nebo svižníka polního (Cicindela campestris). Rašeliniště je biotopem stabilní populace pavouka skálovky mokřadní (Gnaphosa nigerrima).
V rybnících se nehospodaří a při terénním průzkumu v letech 2020 a 2021 byly bez rybí osádky. Díky tomu se v nich rozmnožovaly stabilní vitální populace čolka velkého (Triturus cristatus), čolka horského (Ichthyosaura alpestris) a čolka obecného (Lissotriton vulgaris). Kromě čolků je předmětem ochrany také výskyt skokana ostronosého (Rana arvalis) a skokana krátkonohého (Pelophylax lessonae). Dalšími zaznamenanými druhy obojživelníků byli skokan zelený (Pelophylax esculentus), ropucha obecná (Bufo bufo), rosnička zelená (Hyla arborea) a blatnice skvrnitá (Pelobates fuscus).

## Ochrana přírody
Předmětem ochrany v přírodní památce jsou přechodové rašeliniště (dvacet procent rozlohy), a ekosystémy všech tří rybníků. Horní rybník zaujímá asi dvacet procent území, prostřední šest procent a dolní čtyři procenta. Význačnými druhy jsou rosnatka okrouhlolistá, vážka jasnoskvrnná, vážka čárkovaná, vážka tmavoskvrnná, čolek velký, čolek obecný, čolek horský, skokan ostronosý a skokan krátkonohý. Cílem ochrany je udržení druhově bohatých společenstev všech ekosystémů, podpora populace rosnatky okrouhlolisté a udržení příznivého stavu populací obojživelníků.

## Přístup
V blízkosti severovýchodní hranice chráněného území vede lesní cesta z Radlice do Brandlína, podél které je značena Naučná stezka valdenské a české reformace.